# Phare de Honfleur
Le phare de Honfleur, appelé aussi phare de la Falaise des Fonds ou phare du Butin, se situe sur la commune de Honfleur, département du Calvados, sur la rive sud de l'estuaire de la Seine en aval du pont de Normandie.

## Historique

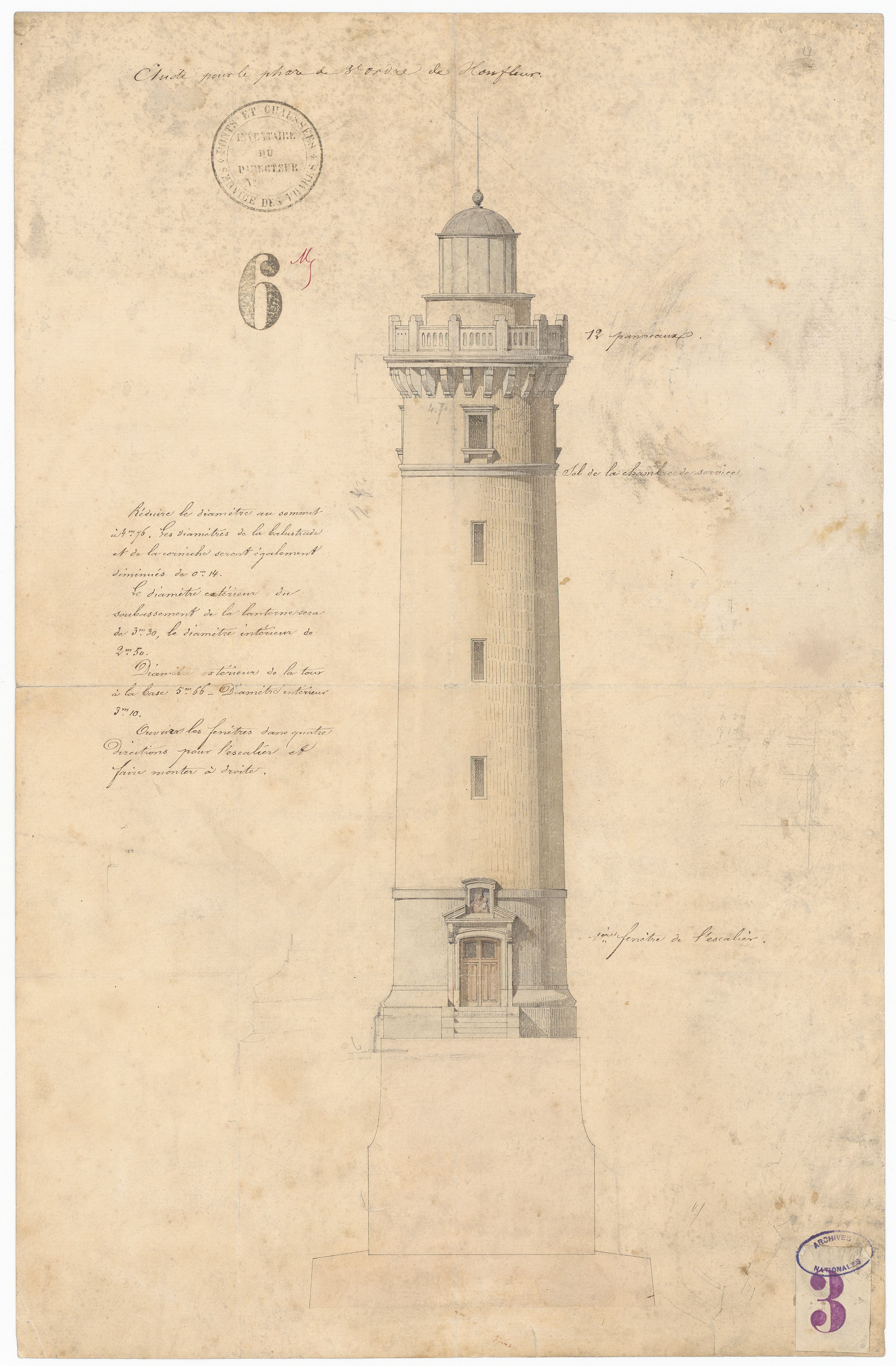
Étude pour le phare de Honfleur.

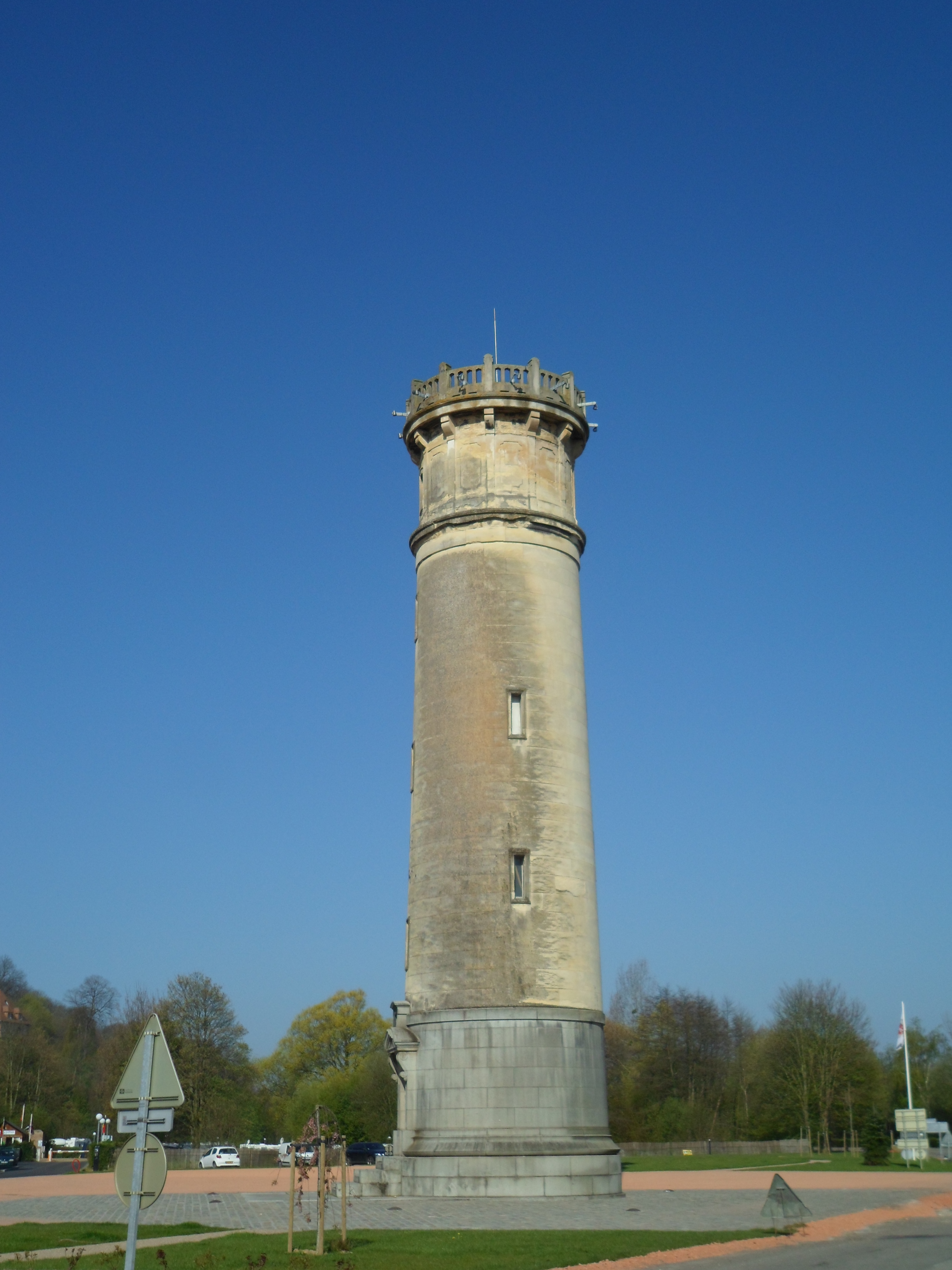
Le vieux phare de l'Hôpital

En 1853, un premier phare dit « phare de l'Hôpital » fut construit en complément du phare de Fatouville. Il remplaça une ancienne tour en bois (appelée « tour à feu ») qui succédait à un simple réverbère installé par l'hydrographe de Gaulle, un ingénieur de la marine (1732-1810). Il fut allumé en 1857 et fonctionna jusqu'en 1908, date à laquelle il fut éteint et sa lanterne déposée. Il est désormais la propriété de la ville de Honfleur.
En 1908, un second phare fut réalisé à l'extinction du phare de Fatouville pour signaler l'entrée ouest du port de Honfleur. Il fut équipé d'un feu à 2 occultations/8 secondes (3 secteurs blancs, 2 secteurs rouges et un secteur vert). En 1933, il est électrifié et modifié en feu à 2 occultations/12 secondes (secteurs colorés : 3 blancs, 2 rouges, 1 vert).
Il est éteint durant la guerre et rallumé en 1951.

## Phare actuel
Le phare de Honfleur a été légèrement modifié après la guerre, lors de la construction de la route.
C'est une tour carrée blanche en maçonnerie de pierres apparentes, corniche et chaînage d'angle en pierre de taille de granit de Cherbourg. Elle est rehaussée de la lanterne verte et l'appareillage provenant de l'ancien phare de l'Hôpital. Elle est équipée d'un feu à 3 éclats/12 secondes (secteurs colorés blancs, rouges, verts).
Un feu rouge, présent sur la jetée, complète la signalisation.